# Municipio de Spring Lake (condado de Hanson)
El municipio de Spring Lake (en inglés: Spring Lake Township) es un municipio ubicado en el condado de Hanson en el estado estadounidense de Dakota del Sur. En el año 2010 tenía una población de 121 habitantes y una densidad poblacional de 1,27 personas por km².

## Geografía
El municipio de Spring Lake se encuentra ubicado en las coordenadas 43°48′30″N 97°40′44″O / 43.80833, -97.67889. Según la Oficina del Censo de los Estados Unidos, el municipio tiene una superficie total de 95.31 km², de la cual 94,79 km² corresponden a tierra firme y (0,55 %) 0,52 km² es agua.

## Demografía
Según el censo de 2010, había 121 personas residiendo en el municipio de Spring Lake. La densidad de población era de 1,27 hab./km². De los 121 habitantes, el municipio de Spring Lake estaba compuesto por el 97,52 % blancos y el 2,48 % eran de una mezcla de razas. Del total de la población el 0 % eran hispanos o latinos de cualquier raza.